# 冒險王奇克
《冒險王奇克》（英語：Kick Buttowski: Suburban Daredevil），是一部美國電視動畫片，由桑德羅·柯沙羅創作，迪士尼電視動畫公司製作。該劇講述了一個名叫奇克·巴斯基的小男孩在他忠誠的朋友甘特的幫助下立志成為世界上最偉大的冒險者的故事。本部動畫片是迪士尼XD原創系列的第四部。該節目於2010年2月13日首播，首日播出兩集。該劇於2010年5月28日在迪士尼亞洲頻道首播。每個節目有兩個11分鐘的片段。該節目使用 Toon Boom Animation 軟件，還有一些3D動畫元素。許多角色和場景都是基於柯沙羅在馬薩諸塞州史托納姆長大的童年。共製作了52集。2012年12月2日，迪士尼XD宣布將不再續訂該劇第三季。該系列於2021年4月9日在流媒體服務迪士尼+上推出。

## 故事
故事發生在美國一個叫梅洛布克（Mellowbrook）的小鎮，一個叫奇克·巴斯基的冒險王，從事各項極限運動，身旁還有一個叫甘特·莫納斯的挪威朋友幫助，雖然還有大哥阿布·巴斯基搗亂，但奇克總是有辦法解決。且奇克與阿布時常打鬧,但遇到危機時兄弟倆總是能合作無間。

## 人物

### 巴斯基家
- 奇克·巴斯基（Kick Buttowski）

配音員: 美: 查理·斯克萊特 台: 何志威 港: 楊啟健
```
梅洛布克的小冒險王，巴斯基家的次子，一個冒險王該有的東西他都有，大哥阿布·巴斯基常搗亂，但奇克都能解決。
```

- 布萊德（阿布）·巴斯基（Bradley "Brad" Buttowski）：

配音員: 美: 丹尼·庫克西 台: 賀宇傑 港: 黃積權
```
巴斯基家的長子，老愛耍帥，惡整他弟弟。他多次嘗試把妹卻不成功。他也有一個難看的鮪魚肚。
```

- 貝安娜·巴斯基（Brianna Buttowski）：

配音員:台: 曾詩淳 美: 格蕾·德萊勒
```
巴斯基家的老么，爸媽最疼她，什麼事都為她做。本人也十分聰明，懂得用自身的優勢讓兩位哥哥聽她的話。
```

- 巴斯基先生（Mr. Buttowski）：

配音員: 美: 布萊恩·斯泰潘內克 台: 陳進益
```
名為哈洛·巴斯基（Harold "Harry" Buttowski），把車叫美妮，曾經因為這輛車差點兒抓進警察局。
```

- 巴斯基太太（Mrs. Buttowski）：

配音員: 台: 曾詩淳 美: 凱莉·華格倫
```
名為蜜糖·巴斯基（Honey Buttowski）奇克的冒險基因是她遺傳的。她在成家之前是個水上冒險女王，經常把車叫安東尼奧。
```

### 莫納斯家
- 甘特·莫納斯（Gunther Magnuson）：

配音員: 美: 馬特·瓊斯 台: 陳進益
```
來自挪威，跟奇克是最好的朋友，曾因家族關係絕交又和好過，常幫助奇克完成極限運動。
```

- 莫納斯先生（Mr. Magnuson）：名為瑪格努斯·莫納斯（Magnus Magnuson），來自挪威，在梅洛布克開了一家戰鬥快餐店（BattleSnax，原叫「食物（FØÖD）」，常生氣。

配音員: 台: 賀宇傑
- 莫納斯太太（Mrs. Magnuson）：名為歐加·莫納斯（Helga Magnuson），較悲觀，是挪威人。

配音員: 台: 曾詩淳
- 畢榮根·莫納斯（Bjørgen Magnuson）：甘特的叔叔，戰鬥快餐的服務生，度假時都到戰鬥快餐。

### 其他人物
- 賈姬·威克曼（怪胎賈姬）（"Wacky" Jackie Wackerman）：奇克·巴斯基的頭號支持者。

配音員: 台: 曾詩淳 日: 七緒春日
- 肯黛爾·柏金（Kendall Perkins）：奇克的同班同學，跟「大魔王」羅納多交往（後來喜歡奇克）。

配音員: 台: 曾詩淳 美: 艾蜜莉·奧斯蒙
- 韋德（Wade）：一個在一家叫修理超市（Food n' Fix）的加油站工作的人，有時會幫助奇克完成他的特技。

配音員: 台: 鈕凱暘 美: 埃里克·克里斯蒂安·奧爾森
- 比利·史登（Billy Stumps）：一個有名的特技演員，左手臂只有半截，奇克的崇拜者之一。

配音員: 台: 鈕凱暘 美: 傑夫·貝內特
- 提娜·桑潭絲（Teena Sometimes）：一個電視節目的主角，但節目中的特技全是替身做的，貝安娜和其他女生的仰慕者。
- 史卡莉·羅塞提（Scarlet Rosetti）：提娜有時候在電視節目裡的特技替身。
- 亨利校長（Principal Henry）：梅洛布克小學的校長，曾因校工陷害而差點將奇克開除學籍。
- 維基先生（Mr. Vickle）：巴斯基家的鄰居，跟多數人不一樣的是他能忍受奇克的特技。

配音員: 台: 賀宇傑
- 阿西（Pantsy）：阿布的跟班，弟弟叫阿茂。

配音員 :台: 陳進益 美: 哈蘭·威廉姆斯
- 何利斯（Horace）：阿布的跟班。

配音員:台: 鈕凱暘 美: 格雷格·西佩斯
- 克里斯多夫/阿茂（Christopher/Mouth）：與奇克同班，喜歡惡作劇和玩推圓盤。擅長和其他人交涉。

配音員: 台: 曾詩淳 美: 理查德·史蒂文·霍維茲
- 菲派克老師（Ms. Fitzpatrick）：奇克的老師，在奧斯卡當場吃掉奇克的作業前她從不相信狗能吃白紙。
- 史妮琪太太（Mrs. Chicarelli）：奇克的鄰居，最愛打奇克的小報告，就算奇克只是折斷一根草。
- 奧斯卡（Oskar）：史妮琦太太養的狗，最愛咬人的臀部。
- 羅納多（Ronaldo）：被奇克形容成「物理怪胎」，與肯黛爾交往。

配音員: 台: 賀宇傑 美: 西蒙·海爾伯格
- 凱爾（Kyle）：奇克的表弟，話講不停，喜歡木偶。

配音員: 台: 賀宇傑
- 約克·懷德 （Jock Wilder）：奇克的偶像之一，是位野外探險家。

配音員: 台: 鈕凱暘
- 炸彈·麥康達 （Boom McConder）：奇克的偶像之一，是位滑板特技演員。

## 集數列表
| 季數 | 集数 | 集数 | 首播日期      | 首播日期       |
| 季數 | 集数 | 集数 | 首映          | 季终           |
| ---- | ---- | ---- | ------------- | -------------- |
| 1    | 20   | 20   | 2010年2月13日 | 2010年11月25日 |
| 2    | 32   | 32   | 2011年4月30日 | 2012年12月2日  |

## 製作

### 創建
桑德羅·柯沙羅曾表示，他在2002年畫這個角色時正在考慮自己的童年，隨後開始構思製作電視系列。奇克被命名為《冒險王孩子》（Kid Knievel），與自己原本的願景略有不同。他要小得多。他的頭盔上有藍色星星，衣服上有藍色條紋，顯然是對伊夫·克涅夫的致敬。該節目的許多幽默人物和地點都受到了柯沙羅的家鄉史托納姆的啟發。

### 發展
《冒險王奇克》於2008年12月19日開始製作。當時的原名是“Kid Knievel”。標題於2009年4月4日更改為“Kick Buttowski”。2009年12月上旬，宣布該系列將於2010年2月13日首映，距離迪士尼XD推出整整一年，以及其首個原創系列《少年英雄：艾倫史東》的首映。該系列的特技執導是伊夫·克涅夫的兒子羅比·克涅夫。

### 試播集系列
該試播集由德文·邦吉（Devin Bunje）和尼克·史坦頓（Nick Stanton）編寫和開發，他們最終離開了該項目，開始製作另一個迪士尼XD系列，《滑板小子阿奇阿魯》。該試播節目後來被分成該系列的前兩集，《死亡坡大挑戰》（Dead Man's Drop）和《卡車大賽》（Stumped）。

## 播映
《冒險王奇克》原定於2009年秋季播出，但迪士尼宣布將於2010年2月播出。該節目於2010年2月13日美國東部時間上午8:30在迪士尼XD上首播。在迪士尼XD、DisneyXD.com 和迪士尼頻道上展示了先睹為快和預告片。根據迪士尼XD的說法，該系列將於美國東部時間每週六早上8:30播出。
該節目於2012年12月2日播出了最後一集。自節目取消以來，迪士尼XD一直在重複播放。

## 評價
試播集《死亡坡大挑戰/卡車大賽》有84萬2千名觀眾觀看，這是迪士尼XD歷史上收視率第二高的系列首映。第二集《圖書館大戰/阿布的派對》（If Books Could Kill/There Will Be Nachos）有97萬2千名觀眾觀看。

## 外部連結
- 互联网电影数据库（IMDb）上《冒險王奇克》的资料（英文）
- Kick Buttowski – Suburban Daredevil Archive.today的存檔，存档日期2013-01-02